# Alfred Le Roy de Méricourt
Alfred Le Roy de Méricourt, né le 13 octobre 1825 à Abbeville (Somme) et mort le 12 août 1901, est un médecin français.

## Biographie
Chirurgien de marine, il séjourna dans l'océan Indien de 1850-1852. Il soutint sa thèse à Paris en 1852 sur : « Histoire médicale de la campagne de la corvette à vapeur l'Archimède, station de l'océan Indien, 1850-1852 ».
il prit part à la guerre de Crimée. Il fut nommé professeur à l’école de médecine navale de Brest (1855), et médecin en chef de la Marine. Professeur. Il fonda avec Jean-Baptiste Fonssagrives, en 1864, les Archives de Médecine Navale dont il fut le Directeur.
Il devint membre associé de l'Académie de médecine. On lui doit de nombreux mémoires sur les maladies exotiques, publiés dans les Archives de médecine navale. 
Il écrivit sur la fièvre de Bombay : « La dénomination de fièvre de Bombay est
essentiellement vicieuse, comme toutes les appellations du même genre [...] qui ont le défaut de cantonner dans des limites très étroites, l'origine et le développement de telle ou telle maladie. Ces dénominations ne servent qu'à introduire une fâcheuse confusion en pathologie, à multiplier à tort le nombre des maladies, elles ne reposent sur aucune donnée scientifique », cité par Jean-Marie Mac-Auliffe.
À la fin du XIXe siècle et dans la première moitié du XXe siècle, l'ulcère phagédénique (du grec "faim vorace") était fréquemment reconnu sous les tropiques. Guillaume Chapuis (1815-1914), chirurgien de marine, décrivit « l'ulcère de Guyane » chez les forçats. Le nom « d'ulcère phagédénique tropical » fut donné en 1862 par Le Roy de Méricourt.

## Distinctions
- Commandeur de la Légion d'honneur (1880)

## Publications
- Histoire Médicale de la campagne de la corvette à vapeur l'Archimède (Station de l'océan Indien, années 1850, 1851, 1852.), 1853
- Recherches sur les poissons toxiphores exotiques des pays chauds, 1861
- Introduction au tome I des "Archives de Médecine Navale", 1864
- Mémoire sur la chromhidrose, ou chromocrinie cutanée: Suivi de l'étude microscopique et chimique de la substance colorante de la chromhidrose, 1864
- Étude rétrospective d'hygiène navale. Le Journal médical du dr Aaskow pendant l'expédition danoise contre Alger (1770-1771), 1866
- Rapport sur les progrès de l'hygiène navale [Texte imprimé] / par M. Le Roy de Méricourt ; publication faite sous les auspices du Ministère de l'instruction publique, 1867
- Étude critique des mesures prophylactiques contre les maladies vénériennes proposées spécialement à l’égard des marins, 1868
- Titres présentés par M. Le Roy de Méricourt à l'appui de sa candidature à de l'Académie de médecine, 1869
- Considérations sur l'hygiène des pêcheurs d'éponges, 1869
- Titres présentés à l'appui de sa candidature à une place dans la section des membres associés libres de l'Académie de médecine, 1873
- Service de Santé Naval, 1875
- La Lèpre, 1888
- Communications de M. Le Roy de Méricourt à l'Académie de médecine, dans les séances des 20 et 27 octobre 1874, au sujet du mémoire rédigé par M. Villemin, intitulé "Causes et nature du scorbut" [Texte imprimé] ; suivies d'une Discussion sur le scorbut : séances des 25 mai, 1er juin et 8 juin 1875
- Hygiène générale … Climatologie

## Sources
- Encyclopédie Larousse du XIXe siècle en 8 volumes
- Index biographique des membres, des associés et des correspondants de l'Académie de médecine, 1820-1984, 1985
- Gustave Vapereau, Dictionnaire universel des contemporains, Volume 2, 1870
- Étienne Taillemite, Dictionnaire des marins français, Paris, Éditions Tallandier, 2002, 573 p. (ISBN 978-2-84734-008-2, BNF 38887742)